# Miguel Allende, Campeche
Miguel Allende är en ort i Mexiko.   Den ligger i kommunen Champotón och delstaten Campeche, i den östra delen av landet, 900 km öster om huvudstaden Mexico City. Miguel Allende ligger 52 meter över havet och antalet invånare är 137.
Terrängen runt Miguel Allende är platt. Runt Miguel Allende är det glesbefolkat, med 11 invånare per kvadratkilometer. Närmaste större samhälle är San Antonio Yacasay, 17,4 km nordväst om Miguel Allende. I omgivningarna runt Miguel Allende växer i huvudsak städsegrön lövskog.